# Сардай (приток Камы)

Сардай — река в России, протекает в Кировской области невдалеке от границы с Удмуртией. Устье реки находится в 1709 км по левому берегу реки Кама в Афанасьевском районе. Длина реки составляет 15 км.
Исток реки в лесах близ границы с Удмуртией в 20 км к юго-западу от села Гордино (центр Гординского сельского поселения). Река течёт на восток по ненаселённому лесу. Приток — Полуденный Сардай (правый).

## Данные водного реестра
По данным государственного водного реестра России относится к Камскому бассейновому округу.
Водохозяйственный участок реки — Кама от истока до водомерного поста у села Бондюг.
Речной подбассейн реки — бассейны притоков Камы до впадения Белой.
Речной бассейн реки — Кама.
По данным геоинформационной системы водохозяйственного районирования территории РФ, подготовленной Федеральным агентством водных ресурсов:
- Код водного объекта в государственном водном реестре — 10010100112111100000108
- Код по гидрологической изученности (ГИ) — 111100010
- Код бассейна — 10.01.01.001
- Номер тома по ГИ — 11
- Выпуск по ГИ — 1